# Самопрезентація
Самопрезентація — процес представлення людиною власного образу у соціальному світі, який свідомо або несвідомо спрямований на створення у оточуючих певного враження себе.

## Історія виникнення
Концепція самопрезентації виникла з традиції символічного інтеракціонізму. Традиція СІ є унікальним  соціологічним внеском у галузь соціальної психології, яка розглядає процеси, за допомогою яких індивіди створюють  соціальне середовище і домовляються про нього. СІ припускає, що саме через взаємодію та розвиток спільних значень (символізм ) люди орієнтуються в соціальному світі/середовищі. Роботи Ервінга Гофмана, особливо «Презентація себе в повсякденному житті» (1959), є прикладом традиції СІ та є основоположним внеском у дослідження управління враженнями та самопрезентації.
Як основну функцію самопрезентації американський соціолог Е. Гофман називає визначення характеру соціальної ситуації з урахуванням можливості регулювання більшості соціальних взаємодій. За рахунок використання самопрезентації відбувається ефективне прийняття соціумом особистісних ролей суб'єкта впливу та їх взаємодії. Характер самопрезентації може змінюватись залежно від обставин чи цілей суб'єкта самопрезентації. Завдяки аналізу даного поняття Е. Гофманом, самопрезентація стала виступати як предмет соціально-психологічних досліджень.
Слідом за ранніми формулюваннями Гоффманом ідей самопрезентації соціальні психологи-експериментатори, такі як Едвард Е. Джонс і Баррі Р. Шленкер, розробили експериментальні методи для вивчення самопрезентації. Ця плідна робота надала емпіричні дані про самопрезентацію, які сприяли розвитку теоретичних тлумачень самопрезентації (наприклад, Schlenker 1975). Важливий текст Джонса «Ingratiation» представив залучення як форму управління враженнями, за допомогою якої актори можуть викликати позитивні відповіді в інших. Одна з таксономій стратегій самопрезентації включає залучення, залякування, саморекламу, приклад і благання.